# Marmorierte Grundel
Die Marmorierte Grundel (Proterorhinus marmoratus) ist eine Fischart aus der Familie der Grundeln (Gobiidae). Sie erreicht eine Gesamtlänge von 11,5 cm und kommt in europäischem Süß- und Brackwasser vor. Verwechselt wird sie häufig mit der Groppe, kann von dieser aber an den Bauchflossen unterschieden werden; bei der Groppe sind sie getrennt wie bei den meisten Fischen, bei der Marmorierten Grundel sind sie ähnlich einem Saugnapf miteinander verwachsen.

## Merkmale
Die Marmorierte Grundel hat einen gedrungenen Körper, mit einem kurzen und hohen Kopf. Der Kopf ist höher als breit, die Gesamtlänge ist das 4 1/3fache der Kopflänge. Die Schnauze ist stumpf, beide Kiefer gleich lang und mit dicken Lippen bestückt. Die vorderen Nasenöffnungen enden in etwa 1 mm langen Röhren die über die Oberlippe hängen. Der Augenabstand ist geringer als der Durchmesser der Augen. Der Schwanzflossenstiel ist höher als breit. Marmorierte Grundeln sind gelblich-, grünlich- oder bräunlichgrau gefärbt, die Männchen sind zur Laichzeit schwarz. Alle Flossen tragen braune Punktreihen. Unter dem Auge findet sich ein dunkler Fleck, der hinten weiß gesäumt ist, am Beginn der Schwanzflosse ein schwarzes, hell gesäumtes Dreieck.
- Flossenformel: Dorsale 1 VI–VII/0, Dorsale 2 I/14–18, Anale I/11–16.
- Schuppenformel: (36) 38–46 (48) (mLR)

## Verbreitung
Das ursprüngliche Verbreitungsgebiet der Marmorierten Grundel sind Flüsse, die in  das Schwarze Meer, das Kaspische Meer und das Asowsche Meer fließen. In der Donau kamen sie ursprünglich nur bis zur Mündung der March vor. Außerdem kommt sie im Neusiedler See und in Lagunen am Rand der Meere und in den beiden Flüssen Struma und Evros vor, die in die Ägäis münden.
Durch den Main-Donau-Kanal konnte sich diese Art in letzter Zeit bis in den Rhein ausbreiten. Vermutlich durch Ballastwasser wurden die Tiere in Nordamerika eingeschleppt. Hier gibt es nun Vorkommen im St. Clair River, dem Detroit River und im westlichen Teil des Eriesee.